# Polinomios de Rogers
En matemáticas, los polinomios de Rogers, también llamados polinomios de Rogers-Askey-Ismail y polinomios q-ultraesféricos continuos, son una familia de polinomios ortogonales introducida por Leonard James Rogers (Rogers, 1892) en el curso de su trabajo sobre las identidades de Rogers-Ramanujan. Son los q análogos de los polinomios ultraesféricos, y son los polinomios de Macdonald para el caso especial del sistema de raíces afines A1 (Macdonald, 2003, p.156).
Askey y Ismail (1983) y Gasper y Rahman (2004, 7.4) analizan en detalle las propiedades de los polinomios de Rogers.

## Definición
Los polinomios de Rogers se pueden definir en términos de los símbolos q-Pochhammer y de la serie hipergeométrica básica por
{\displaystyle C_{n}(x;\beta |q)={\frac {(\beta ;q)_{n}}{(q;q)_{n}}}e^{in\theta }{}_{2}\phi _{1}(q^{-n},\beta ;\beta ^{-1}q^{1-n};q,q\beta ^{-1}e^{-2i\theta })}
donde x = cos(θ).